# Physotarsus castilloi
Physotarsus castilloi är en stekelart som beskrevs av Ian D. Gauld 1997. Physotarsus castilloi ingår i släktet Physotarsus och familjen brokparasitsteklar. Inga underarter finns listade i Catalogue of Life.